# Sinularia larsonae
Sinularia larsonae är en korallart som beskrevs av Verseveldt och Philip Alderslade 1982. Sinularia larsonae ingår i släktet Sinularia och familjen läderkoraller. Inga underarter finns listade i Catalogue of Life.